# Солелюбка розлога
Солелюбка розлога, петросимонія розлога (Petrosimonia brachiata) — вид рослин з родини амарантових (Amaranthaceae), поширений від Греції на схід до Алтаю й на південний схід до Ірану.

## Опис
Однорічна рослина, 16–40 см заввишки. Вся рослина притиснуто-волосиста, від самої основи гілляста. Всі листки й гілки супротивні. Листки напіввалькуваті, лінійні, на краю війчасті. Квітки сидять в пазухах довших, човникоподібних приквітків. Листочків оцвітини 3-5, плівчастих, ланцетних, вгорі загострених і волосистих. Тичинок 5. 

## Поширення
Поширений від Греції на схід до Алтаю й на південний схід до Ірану.
В Україні вид зростає на солончаках, рідше солонцях — на півдні Степу, широко поширений в Присивашші та Криму.